# Franz Lemke
Franz Wilhelm Lemke (* 31. Januar 1862 in Pasewalk; † 10. November 1925 in Kiel) war ein deutscher Ingenieur und Konteradmiral (Ing.) der Reichsmarine.

## Leben
Franz Lemke schloss 1879 den Schulunterricht mit dem Abitur in Stettin ab und trat im Oktober 1880 in die Kaiserliche Marine ein. Für zehn Jahre war er im Ausland unterwegs und schloss dann ein Studium an der TH Berlin ab. Er war später als Referent im Reichsmarineamt. 1910 wurde er als Verbandsingenieur im Stab des Befehlshabers der Aufklärungsschiffe zum Marine-Oberstabsingenieur im Range eines Korvettenkapitäns befördert. Später war er bis Dezember 1914 Geschwaderingenieur des VI. Geschwaders und anschließend bis März 1918 Inspektionsingenieur bei der Torpedoinspektion. Bis Kriegsende war er Flotteningenieur der Hochseestreitkräfte. In dieser Position wurde er am 23. Mai 1918 Marine-Oberchefingenieur im Rang eines Kapitäns zur See.
Nach dem Krieg wurde er in die Reichsmarine übernommen. Am 31. März 1922 wurde er als Ingenieuroffizier im Stab der Marineinspektion mit dem Charakter als Konteradmiral (Ing.) aus der Marine verabschiedet.
Am 5. Juni 1895 heiratete er in Kiel Friederike Elina Emma Voigt (1873–1946). Ihr Sohn war der spätere Politiker Helmut.